# Хуан Енріке Гарсія Рівас
Хуан Енріке Гарсія Рівас (ісп. Juan Enrique García Rivas, нар. 16 квітня 1970, Сьюдад-Болівар) — венесуельський футболіст, що грав на позиції нападника за низку венесуельських клбуних команд, а також за національну збірну Венесуели.

## Клубна кар'єра
У дорослому футболі дебютував 1989 року виступами за команду «Мінервен Болівар», в якій провів сім сезонів.
1996 року перейшов до «Каракаса», у подальшому майже щороку міняв команду і встиг пограти за десяток венесуельських клубних команд, а також за колумбійський «Депортіво Пасто».
Завершував ігрову кар'єру на батьківщині у команді «Депортіво Ла Гвайра», за яку виступав протягом 2013 року.

## Виступи за збірну
1993 року дебютував в офіційних матчах у складі національної збірної Венесуели.
У складі збірної був учасником трьох розіграшів Кубка Америки — 1993 року в Еквадорі, 1995 року в Уругваї та 1999 року в Парагваї.
Загалом протягом дванадцятирічної кар'єри в національній команді провів у її формі 47 матчів, забивши 7 голів.

## Титули і досягнення
- Срібний призер Ігор Центральної Америки та Карибського басейну: 1990